# Rio Chama
O Rio Chama é um dos rios mais importantes da Venezuela ocidental. Tem mais de 200 km de comprimento, e fica no Mérida (estado), sendo o principal desse estado.